# Crypta Neapolitana

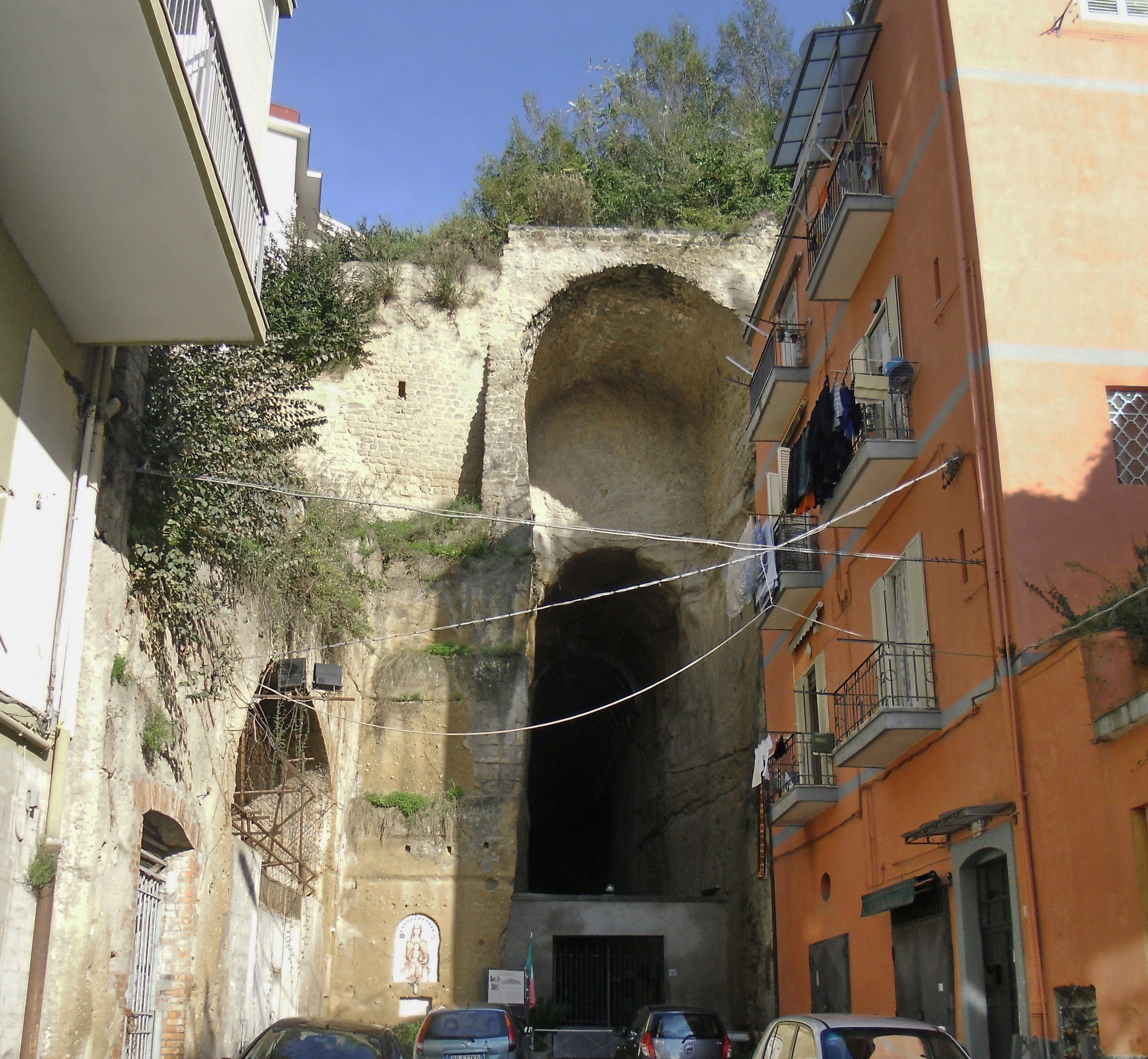
Crypta Neapolitana, westkant

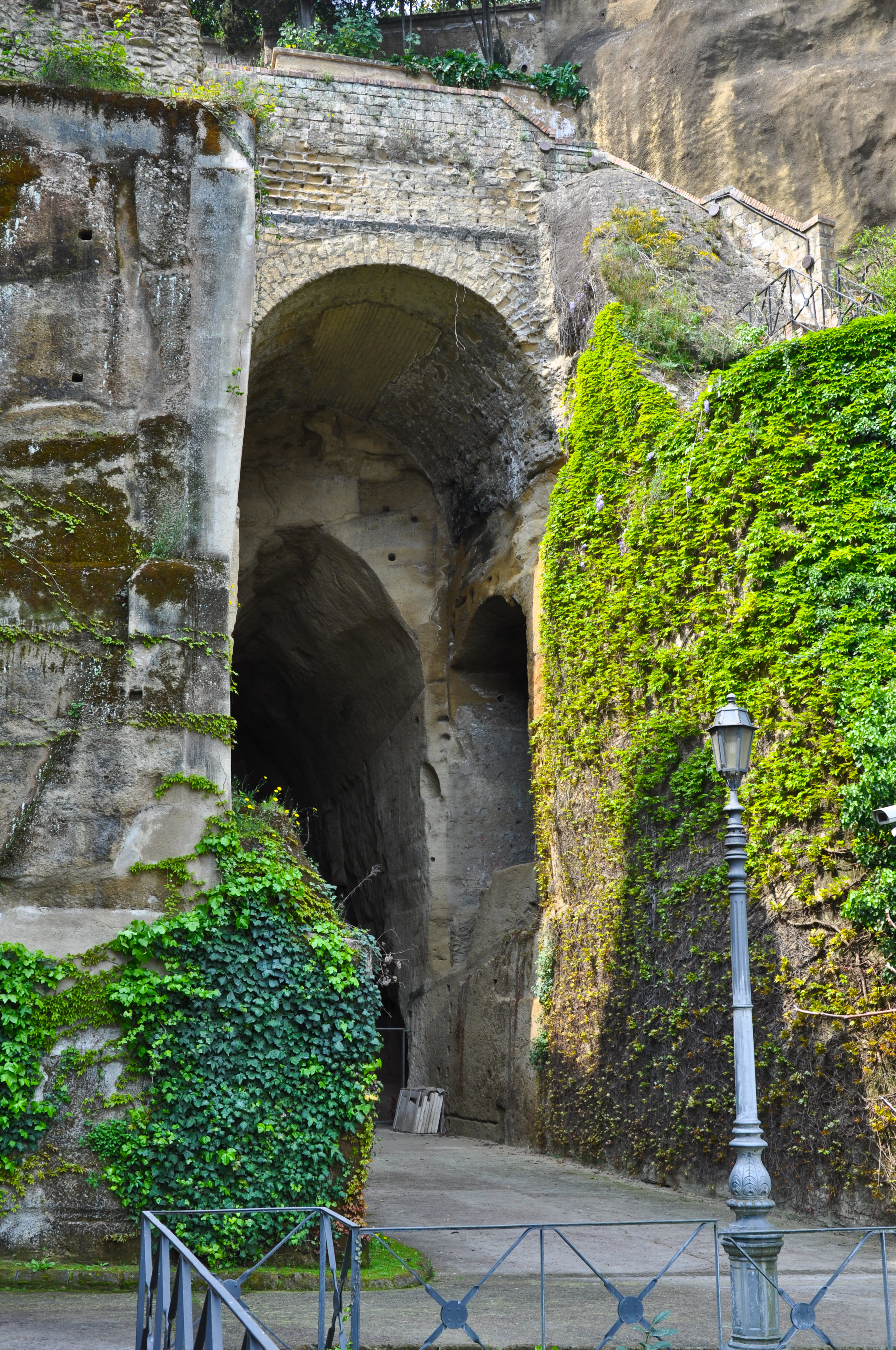
Crypta Neapolitana, oostkant met Park van Vergilius

De Crypta Neapolitana (1e eeuw v.Chr.), in het Nederlands Napolitaanse Crypte, is een tunnel uit de Romeinse Tijd. De tunnel loopt in rechte lijn oost-west door de berg Posillipo. 
Aan de westkant liggen de Campi Flegrei en de termen van Napels, alsook de weg naar Pozzuoli. Aan de oostkant ligt het oude stadscentrum van Napels. De moderne naam van de Napolitaanse wijk aan de westkant is Fuorigrotta (buiten de grot) en aan de oostkant Piedigrotta (aan de voet van de grot). 
De tunnel is 700 meter lang, 4 à 5 meter breed en de hoogte van de galerij binnen de berg is tussen de 5 meter en 20 meter. Tot de jaren 1900 was het een openbare weg. De reiziger kon in de tunnel steeds het zonlicht zien aan de andere kant van de tunnel, omwille van de hoge galerijen. In de 20e eeuw werd de tunnel gesloten voor alle verkeer omwille van ingestorte galerijen.

## Historiek
De architect was de Romein Lucius Cocceius Auctus. Hij werkte in opdracht van generaal Agrippa, de rechterhand van Octavianus, de latere keizer Augustus. De reden om de berg Posillipo te doorboren, was om de troepen snel te verplaatsen tussen Pozzuoli (Latijn: Puteoli) en Napels (Latijn: Neapolis). Zonder de tunnel moesten de troepen de lastige beklimming en afdaling van de Posilippo doen. Dit was te tijdrovend voor generaal Agrippa. Naast de Crypta Neapolitana bouwde architect Auctus nog andere tunnels om troepen snel in en uit de baai van Napels te krijgen. De Crypta Neapolitana is bijzonder omdat het de enige tunnel van Auctus is die bijna 2.000 jaar als openbare weg gediend heeft.
De Crypta Neapolitana werd op regelmatige tijden gerestaureerd om de doorgang te verzekeren. Zo werd de tunnel onder handen genomen tijdens het bestuur van koning Alfonso V van Aragon (1455), Alverez de Toledo, vice-koning van Napels (1548), Karel III van Spanje (1748) en Jozef Bonaparte, koning van Napels (1805).

## In reisverhalen
Meerdere auteurs beschreven de tunnel Crypta Neapolitana die ze genomen hadden op de weg Pozzuoli-Napels of omgekeerd Napels-Pozzuoli. Het gaat onder meer om
- Lucius Annaeus Seneca (1e eeuw) in zijn Epistola LVII
- Gaius Petronius Arbiter (1e eeuw) in zijn Satyricon. Hij beschreef een feest van priesteressen in de Crypta Neapolitana.
- Giovanni Boccaccio (14e eeuw) beschreef een devotie voor een Maria-afbeelding in de tunnel.
- Francesco Petrarca (14e eeuw)
- John Evelyn (17e eeuw) in zijn dagboek
- Johann Wolfgang von Goethe (18e eeuw); hij omschreef de Crypta Neapolitana als de grot van Posillipo.
- Alexandre Dumas père (19e eeuw) in zijn dagboek
- Giuseppe Garibaldi (19e eeuw) beschreef de Crypta Neapolitana als een strategisch punt van Napels[4]

## Grafmonumenten
Aan de oostkant van de Crypta Neapolitana staat een Romeins grafmonument. Volgens de traditie van de stad is dit het graf van de Romeinse dichter Vergilius. De verhalen rond Vergilius begonnen na het bezoek van Petrarca aan Napels. Het zogenaamde graf van Vergilius staat in de hoogte omdat koning Alfonso V het park een tiental meters liet afgraven, aan de oostelijke ingang van de Crypta Neapolitana. Het parkje zelf heeft de naam Parco Virgiliano of het Park van Vergilius.
In de nabijheid staat het graf van de 19e-eeuwse dichter Giacomo Leopardi. Het is eveneens een historisch monument in de Parco Virgiliano.

## Afbeeldingen uit het verleden

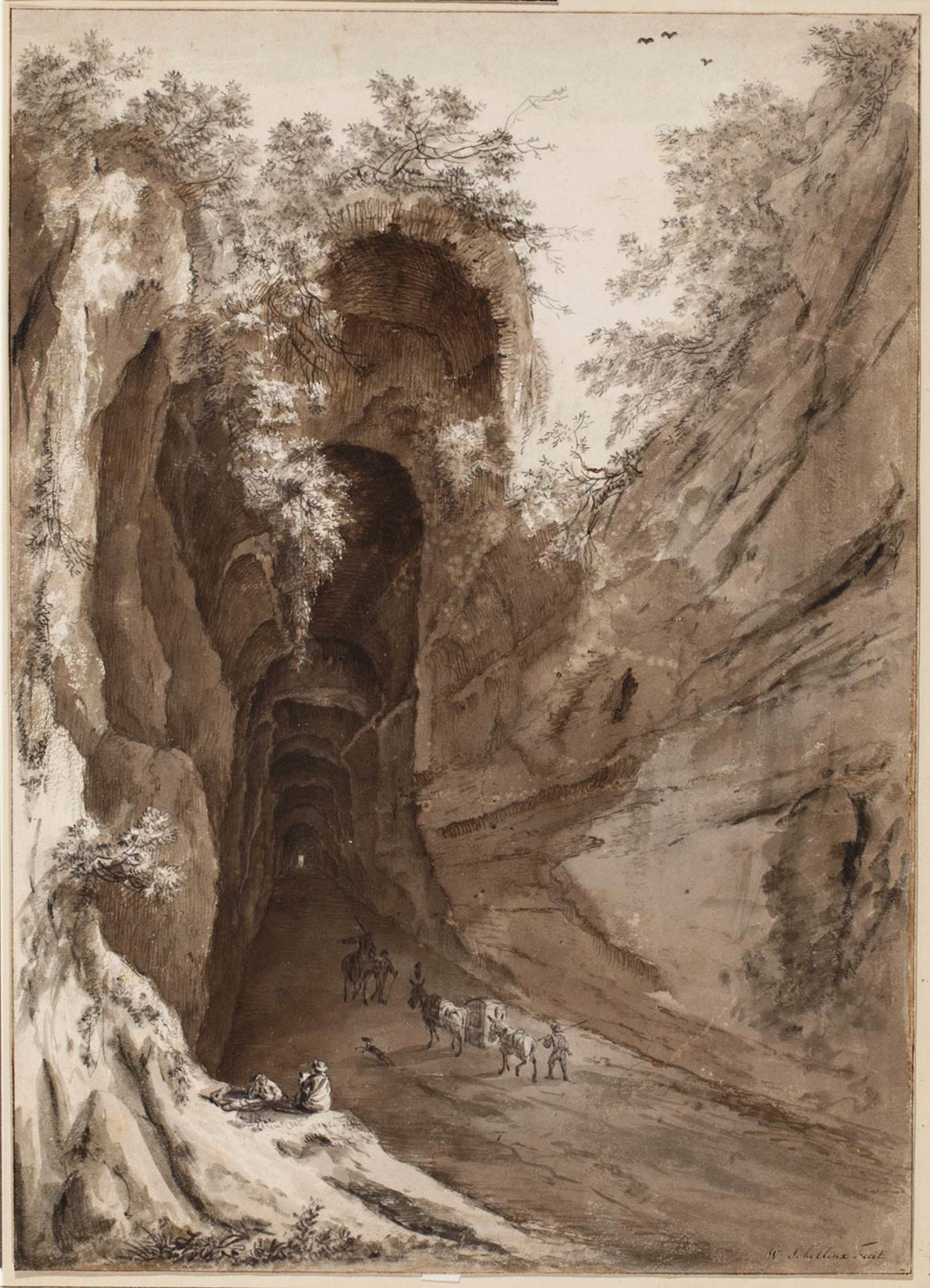
17e eeuw, Willem Schellinks.
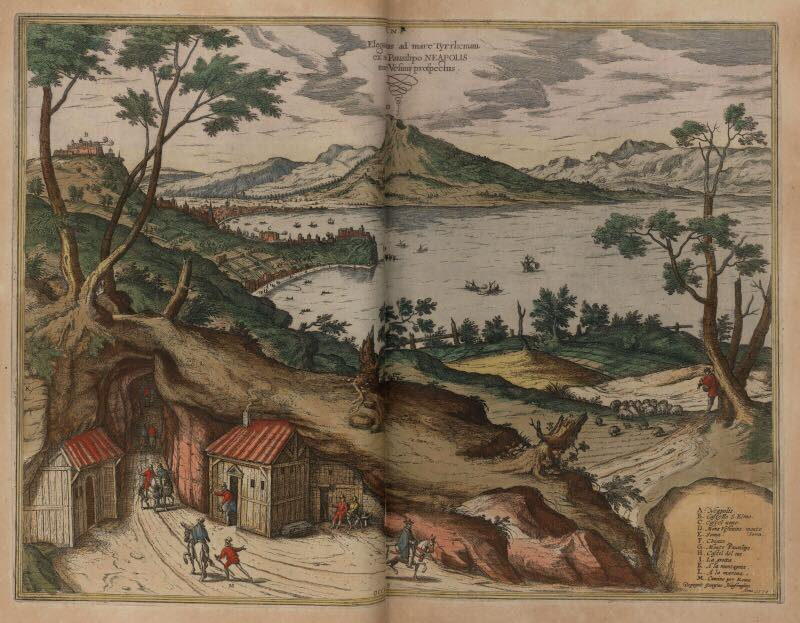
17e eeuw, Abraham Ortelius. Tevens zicht op Baai van Napels en de Vesuvius.
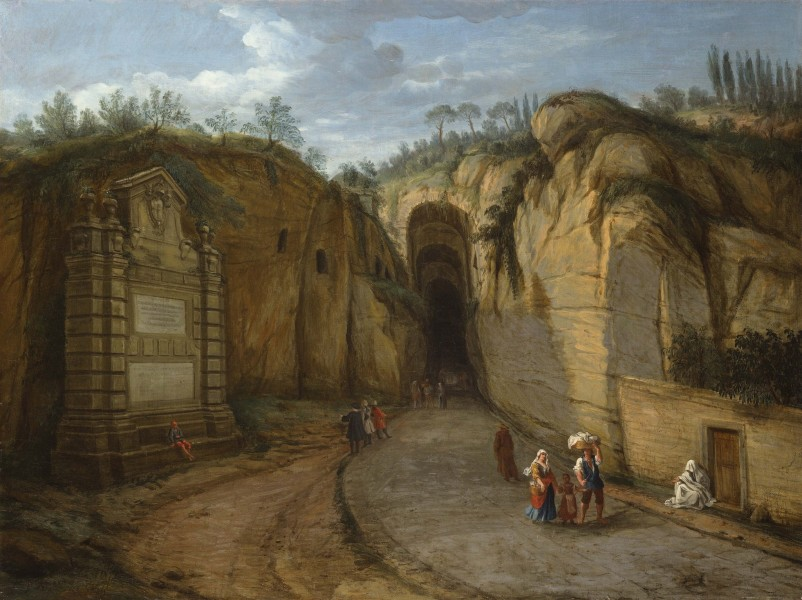
18e eeuw, Caspar van Wittel
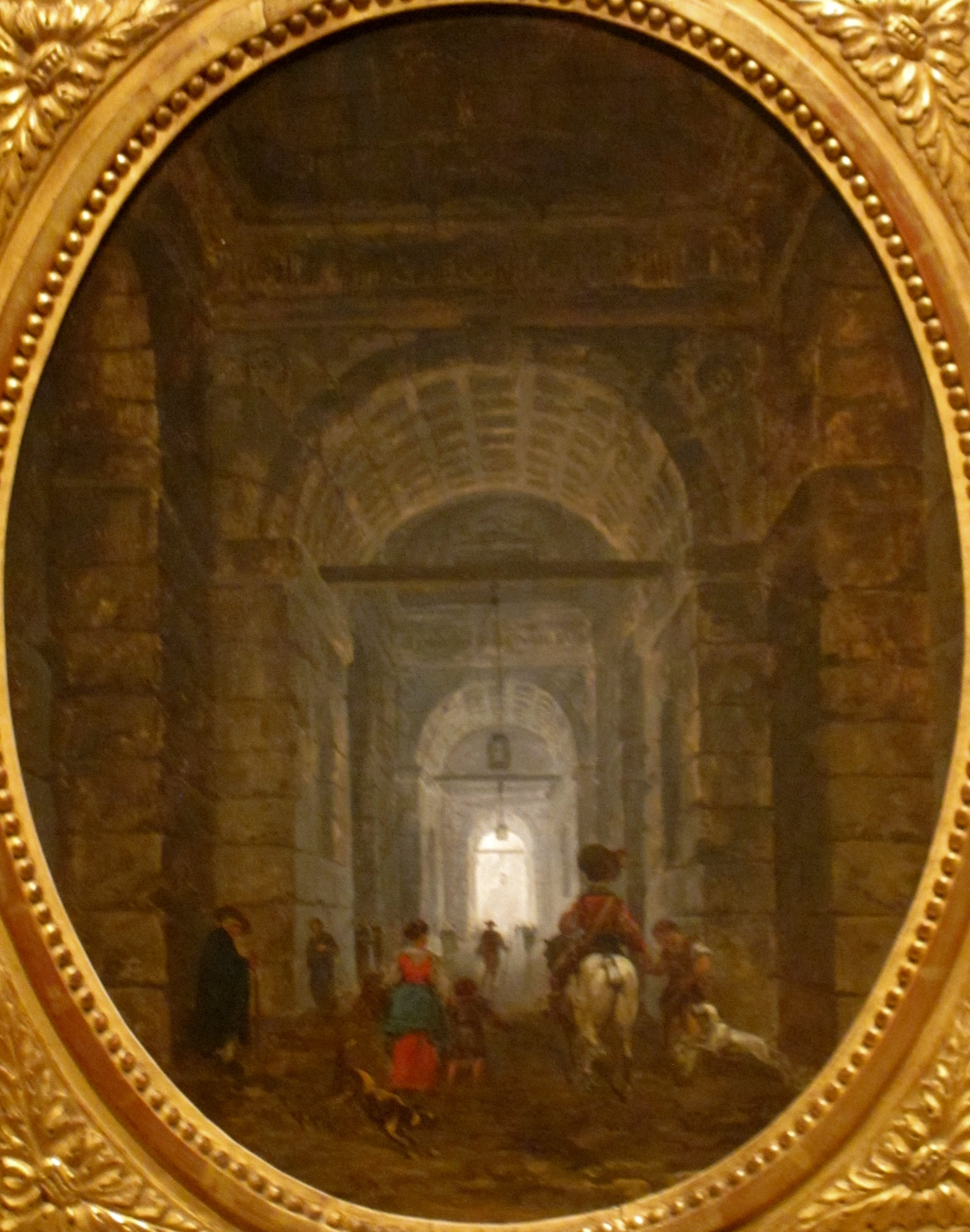
18e eeuw, Hubert Robert
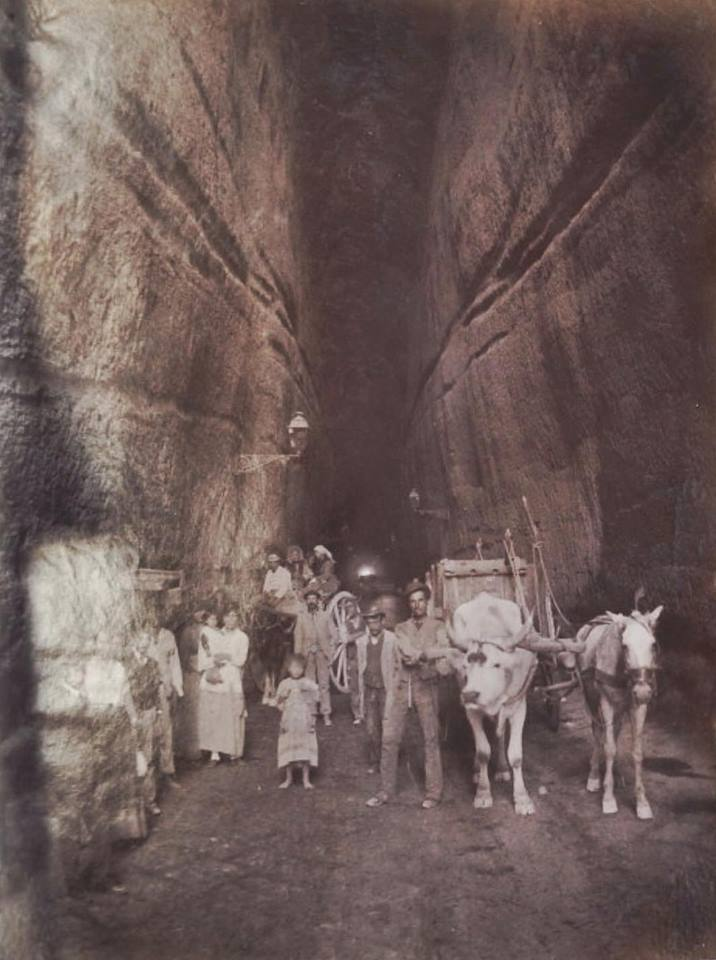
foto 19e eeuw